# Petroni (metge)
Petroni (grec antic: Πετρώνιος, llatí: Petronius) va ser un escriptor de temes farmacològics que va viure al segle i, atès que Dioscòrides l'esmenta entre els autors pròxims a ell en el temps.
Hi ha hagut molta de controvèrsia entorn de la seva identificació. Fabricius l'identifica amb el metge Níger i pensa que el seu nom era Petroni Níger, però segurament es tracta de dos personatges diferents. Per la seva banda, Plini el Vell el confon amb el metge Diòdot sota el nom de Petroni Diòdot. Al seu torn, Galè en parla en un passatge on es llegeix Petrónios Moúsas (Πετρώνιος Μούσας), motiu pel qual hom l'ha anomenat també Petroni Musa. Encara altres autors diuen que no s'ha de llegir Petronios sinó Antonios. Finalment, una inscripció esmenta un metge de nom Marc Petroni Heras, però no se sap si és la mateixa persona.